# Boo Boo Davis
James „Boo Boo“ Davis (* 4. November 1943 in Drew, Mississippi, USA) ist ein US-amerikanischer Bluesmusiker (Schlagzeug, Mundharmonika, Gitarre, Gesang) und Songwriter.

## Biografie
Davis wurde 1943 in Drew (Mississippi) geboren, wo er im Herzen des Mississippi-Deltas aufwuchs. Sein Vater Sylvester Davis war Baumwollfarmer und spielte mehrere Instrumente. Bluesmusiker wie John Lee Hooker, Elmore James, Robert Pete Williams und Robert Petway besuchten das Haus der Familie, um mit Davis’ Vater Bluessongs zu proben. Mit fünf Jahren spielte Davis Mundharmonika und sang mit seiner Mutter in der Kirche. Mit 13 spielte er Gitarre, mit 18 begann er, Schlagzeug in der Familienband, der Lard Can Band, zu spielen, die im ganzen Delta auftrat und auch den noch unbekannten B. B. King begleitete.
Nach einem Aufenthalt in Illinois ging Davis Anfang der 1960er Jahre nach St. Louis (Missouri), wo er mit Doc Terry sang und Schlagzeug spielte. Nachdem er Doc Terrys Band verlassen hatte, gründete Davis eine Band mit Little Aaron, der den Song East St. Louis schrieb, der später auf Davis’ gleichnamigem Album erschien. Davis und Aaron begleiteten mehrere Blueslegenden wie Little Walter, Sonny Boy Williamson, Little Milton und Elmore James.
1972 gründete Davis die Davis Brothers Band, die 18 Jahre lang zweimal pro Woche im Club Tabby’s Red Room in St. Louis spielte. 1999 war Davis auf Arthur Williams‘ Album Harpin’ On It zu hören. 2000 unternahm Davis seine erste Europatournee. Seitdem war er jedes Jahr mehrmals in Europa unterwegs. Ab 1999 veröffentlichte er eine Reihe von Alben beim niederländischen Label Black and Tan Records. Sein viertes Album Drew, Mississippi war laut Mojo in den Top 10 der Blues-Alben des Jahres 2006.

## Diskografie

### Alben
- 1999: East St. Louis
- 2002: Can Man
- 2004: The Snake
- 2005: Drew, Mississippi
- 2008: Name of the Game
- 2009: Ain’t Gotta Dime
- 2011: Undercover Blues
- 2014: What Kind of Shit Is This?
- 2015: Oldskool
- 2016: One Chord Blues
- 2019: Tree Man
- 2023: Boo Boo Boogaloo

### Kompilationen
- 2005: Keeping Music Alive
- 2007: Black & Tan Sampler, Vol. 2